# Tom Egberink
Tom Egberink (* 22. Dezember 1992 in Hardenberg) ist ein niederländischer Rollstuhltennisspieler.

## Karriere
Tom Egberink, der nur mit einem Bein geboren wurde, begann im Alter von elf Jahren mit Rollstuhltennis und startet in der Klasse der Paraplegiker.
Er nahm 2012 in London an den Paralympischen Spielen teil. Im Einzel schied er im Achtelfinale gegen Stéphane Houdet in zwei Sätzen aus, während er im Doppel an der Seite von Maikel Scheffers das Viertelfinale erreichte. Sie unterlagen Stefan Olsson und Peter Vikström in zwei Sätzen.
Beim Wheelchair Tennis Masters erzielte er im Doppel seinen zunächst größten Erfolg. 2011 erreichte er mit Michaël Jeremiasz erstmals das Endspiel der Doppelkonkurrenz, das sie gegen Robin Ammerlaan und Stéphane Houdet in zwei Sätzen gewannen. Im Jahr darauf gewannen er und Jeremiasz außerdem das Grand-Slam-Turnier in Wimbledon.
In der Weltrangliste erreichte er seine besten Platzierungen mit Rang vier im Einzel im Juli 2022 sowie mit Rang fünf im Doppel im Juli 2012.